# Parafia Kazańskiej Ikony Matki Bożej w Marsylii
Parafia Kazańskiej Ikony Matki Bożej – parafia w eparchii chersoneskiej Rosyjskiego Kościoła Prawosławnego w Marsylii. Jest to parafia etnicznie rosyjska. Święta liturgia odprawiana jest w pierwszą i trzecią niedzielę miesiąca.